# 亀田弘行
亀田 弘行（かめだ ひろゆき、1939年9月8日 - 2023年6月6日）は、日本の防災学者。京都大学名誉教授。元地域安全学会会長。

## 経歴
大阪府大阪市生まれ。
1963年京都大学工学部土木工学科卒業。
1965年京都大学大学院工学研究科修士課程土木工学専攻修了。
1968年京都大学大学院工学研究科博士課程土木工学専攻単位修得退学、京都大学工学部助教授。
1971年京都大学工学博士。
1986年京都大学防災研究所教授。
1995年地域安全学会会長。1998年理化学研究所地震防災フロンティア研究センター長。
2001年防災科学技術研究所地震防災フロンティア研究センター長。
2004年定年退職、京都大学名誉教授。
2019年瑞宝中綬章受章。
2023年6月6日死去。83歳没。没日付にて正四位に追叙された。

## 編著
- 『新鉄道システム工学』山海堂 1984年
- 『鉄道事例にみる土木構造物の診断』山海堂 1990年